# 7. Infanterie-Division
7. Infanterie-Division var ett tyskt infanteriförband under andra världskriget. 

## Befälhavare
- Generalmajor Eugen Ott (1 sep 1939 - 30 sep 1939)
- Generalleutnant Eccard von Gablenz (30 sep 1939 - 13 dec 1941)
- Generalmajor Hans Jordan (13 dec 1941 - 1 nov 1942)
- Generalleutnant Fritz-Georg von Rappard (1 nov 1942 - 2 okt 1943)
- Oberst Carl André (2 okt 1943 - 30 nov 1943)
- Generalmajor Gustav Gihr (30 nov 1943 - 9 dec 1943)
- Generalmajor Hans Traut (9 dec 1943 - 15 feb 1944)
- Generalleutnant Fritz-Georg von Rappard (15 feb 1944 - ? aug 1944)
- Generalmajor Alois Weber (? aug 1944 - ? aug 1944)
- Generalleutnant Fritz-Georg von Rappard (? aug 1944 - ? feb 1945)
- Generalmajor Rudolf Noak (? feb 1945 - 8 maj 1945)

## Organisation
- 19. infanteriregementet (känt som Münchener Hausregiment)
- 61. infanteriregementet
- 62. infanteriregementet
- 7. pansarvärnsbataljonen (mot)
- 7. spaningsbataljonen
- 7. artilleriregementet
- 43. artilleriregementet
  - 1. bataljonen
- 7. fältreservbataljonen
- 7. signalbataljonen
- 7. pionjärbataljonen
- träng- och tygförband